# Aline Chaîné
Aline Chaîné-Chrétien, née le 14 mai 1936 à Saint-Boniface (Québec) et morte le 12 septembre 2020 à Shawinigan (Québec), est une administratrice universitaire canadienne, épouse du 20e premier ministre du Canada Jean Chrétien. Elle a travaillé comme secrétaire, gestionnaire de paie et mannequin. Plus tard, elle suit une formation de pianiste au Conservatoire royal de musique.

## Biographie
Aline Chaîné est née à Saint-Boniface au Québec. 

### Origines
Son ancêtre paternel Bertrand Chesnay dit De LaGarenne est originaire de Yffiniac et arrive en Nouvelle-France en 1655,. Il était connu à l'époque pour être l'un des hommes les plus riches de Nouvelle-France et seigneur de la seigneurie de Lothainville en achetant l'arrière fief dès 1664. À son décès en 1683, il confie la seigneurie à sa veuve, Élisabeth Aubert, qui la vendra en 1690 avant de décéder tragiquement dans un naufrage près de l'île du Corossol en 1693.

### Famille
Elle épouse Jean Chrétien alors qu'il est avocat le 10 septembre 1957. Ils ont trois enfants.

## Toponymie
- La Maison Aline-Chrétien est une maison de soins palliatifs à Shawinigan nommée en son honneur et fondée en 2018 par l'ancienne mairesse Lise Landry[4].